# Habitatge al carrer Caldes, 17 (Sant Feliu del Racó)
L'Habitatge al carrer Caldes, 17 és un edifici de Castellar del Vallès (Vallès Occidental) inclòs a l'Inventari del Patrimoni Arquitectònic de Catalunya.

## Descripció
Es tracta d'un habitatge unifamiliar situat al nucli antic del poble. Donat el desnivell del terreny i el fet que la casa dona a dos carrers, els cossos de l'edifici s'han disposat de manera esglaonada formant grans terrasses. La façana presenta una decoració dividida en dues zones, la planta baixa, ornamentada amb grans carreus realitzats en estuc i el pis, decorat amb esgrafiats que mostren garlandes amb motius vegetals. L'acabament de la façana el forma una balustrada. Les terrasses dels cossos superiors mostren també balustrades, seguint el mateix tipus, ornamentades amb gerros de terrissa.

## Història
La casa es devia fer segurament a finals del segle xix o principis del segle xx. El 1945 es va reformar, amb l'afegitó d'un pis superior a la banda del carrer de Sant Miquel.